# Gatis Jahovičs
Gatis Jahovičs (Riga, 11 agosto 1984) è un ex cestista lettone.
Alto 198 cm, gioca come ala.

## Carriera
Cresciuto nello Skonto Riga, dal 2004 al 2007 ha vestito la maglia dell'Anwil Wloclawek. Nel 2007 è tornato in patria.
Nel 2007 è stato convocato per gli Europei in Spagna con la maglia della Lettonia.

## Palmarès
- Campionato lettone: 3

VEF Riga: 2010-11, 2011-12, 2012-13
- Coppa di Polonia: 1

Anwil Włocławek: 2007